# Recopa de Europa de Balonmano
La Recopa de Europa de balonmano fue un torneo continental organizado anualmente desde 1975 por la EHF, que disputaban los clubes que se proclamaban campeones del campeonato de Copa de sus países en la temporada previa. A partir de la temporada 2012/13, el torneo se dejó de disputar tras la unificación de este con la Copa EHF, dando como resultado la Liga Europea de la EHF.
El torneo fue mayoritariamente dominado por los clubes españoles con 17 títulos en 37 ediciones, entre los que destaca el F. C. Barcelona con 5 títulos y Ademar León, Portland San Antonio, BM Ciudad Real y Teka Cantabria con 2 títulos cada uno.

## Fases finales
| Recopa de Europa |                          |                        |       |                              |
| Temp.            | Campeón                  | Subcampeón             | Res.  | Entrenador camp.             |
| 2011-12          | SG Flensburg-Handewitt   | VfL Gummersbach        | 66-61 | Ljubomir Vranjes             |
| 2010-11          | VfL Gummersbach          | Tremblay-en-France     | 56-54 | Sead Hasanefendić            |
| 2009-10          | VfL Gummersbach          | Fraikin BM Granollers  | 67-62 | Sead Hasanefendić            |
| 2008-09          | Pevafersa Valladolid     | HSG Nordhorn           | 54-54 | Juan Carlos Pastor           |
| 2007-08          | MKB Veszprém             | Rhein-Neckar Löwen     | 65-60 | Lajos Mocsai                 |
| 2006-07          | HSV Hamburg              | Ademar León            | 61-61 | Peter Krebs                  |
| 2005-06          | Chejovskie Medvedi       | BM Valladolid          | 61-60 | Vladimir Maximov             |
| 2004-05          | Ademar León              | RK Zagreb              | 68-50 | Manolo Cadenas               |
| 2003-04          | Portland San Antonio     | BM Valladolid          | 61-56 | Fco. Javier "Zupo" Equisoain |
| 2002-03          | BM Ciudad Real           | Redbergslids IK        | 57-51 | Juan de Dios Román           |
| 2001-02          | BM Ciudad Real           | SG Flensburg-Handewitt | 58-54 | Veselin Vujović              |
| 2000-01          | SG Flensburg-Handewitt   | Ademar León            | 51-49 |                              |
| 1999-00          | Portland San Antonio     | Dunaferr SE            | 48-45 | Fco. Javier "Zupo" Equisoain |
| 1998-99          | Ademar León              | Caja Cantabria         | 51-43 | Manolo Cadenas               |
| 1997-98          | Caja Cantabria           | HSG Dutenhofen         | 56-39 | Valentín Pastor              |
| 1996-97          | Elgorriaga Bidasoa       | Fotex Veszprém         | 41-38 | Juantxo Villarreal           |
| 1995-96          | TBV Lemgo                | Teka Santander         | 49-45 | Lajos Mocsai                 |
| 1994-95          | F.C. Barcelona           | GOG Gudme              | 57-46 | Valero Rivera                |
| 1993-94          | F.C. Barcelona           | OM Vitrolles           | 46-37 | Valero Rivera                |
| 1992-93          | OM Vitrolles             | Veszprém KC            | 46-43 | Mile Isaković                |
| 1991-92          | Veszprém KC              | TSV Milbertshofen      | 51-34 |                              |
| 1990-91          | TSV Milbertshofen        | Elgorriaga Bidasoa     | 39-36 |                              |
| 1989-90          | Teka Santander           | HK Drott Halmstad      | 45-42 | Manolo Cadenas               |
| 1988-89          | TUSEM Essen              | US Créteil HB          | 35-33 |                              |
| 1987-88          | SKA Minsk                | TV Großwallstadt       | 48-39 |                              |
| 1986-87          | CSKA Moscú               | Amicitia Zurich        | 38-35 |                              |
| 1985-86          | F.C. Barcelona           | TV Großwallstadt       | 39-39 | Valero Rivera                |
| 1984-85          | F.C. Barcelona           | CSKA Moscú             | 50-50 | Valero Rivera                |
| 1983-84          | F.C. Barcelona           | Sloja Doboj            | 24-21 | Valero Rivera                |
| 1982-83          | SKA Minsk                | SC Empor Rostock       | 58-48 |                              |
| 1981-82          | SC Empor Rostock         | Dukla Praga            | 36-35 |                              |
| 1980-81          | TuS Nettelstedt-Lübbecke | Dinamo Bucarest        | 33-32 |                              |
| 1979-80          | CB Calpisa               | VfL Gummersbach        | 36-33 | Pitiu Rochel                 |
| 1978-79          | VfL Gummersbach          | SC Magdeburg           | 30-29 | Petre Ivănescu               |
| 1977-78          | VfL Gummersbach          | Zeljeznicar Niš        | 15-13 | Zlatan Sirić                 |
| 1976-77          | MAI Moscú                | SC Magdeburg           | 17-16 |                              |
| 1975-76          | BM Granollers            | GW Dankersen           | 26-24 | Joaquin Crespo "Quini"       |

### Palmarés por equipos
| Equipo                 | Campeón | Subcampeón | Años Campeón                 | Años Subcampeón |
| ---------------------- | ------- | ---------- | ---------------------------- | --------------- |
| F. C. Barcelona        | 5       |            | 1984, 1985, 1986, 1994, 1995 |                 |
| VfL Gummersbach        | 4       | 2          | 1978, 1979, 2010, 2011       | 1980, 2012      |
| Teka Cantabria         | 2       | 2          | 1990, 1998                   | 1996, 1999      |
| Ademar León            | 2       | 2          | 1999, 2005                   | 2001, 2007      |
| MKB Veszprém           | 2       | 2          | 1992, 2008                   | 1993, 1997      |
| SG Flensburg-Handewitt | 2       | 1          | 2001, 2012                   | 2002            |
| Chejovskie Medvedi     | 2       |            | 1987, 2006                   |                 |
| SKA Minsk              | 2       |            | 1983, 1988                   |                 |
| Portland San Antonio   | 2       |            | 2000, 2004                   |                 |
| BM Ciudad Real         | 2       |            | 2002, 2003                   |                 |
| Pevafersa Valladolid   | 1       | 2          | 2009                         | 2004, 2006      |
| Fraikin BM Granollers  | 1       | 1          | 1976                         | 2010            |
| SC Empor Rostock       | 1       | 1          | 1982                         | 1983            |
| TSV Milbertshofen      | 1       | 1          | 1991                         | 1992            |
| OM Vitrolles           | 1       | 1          | 1993                         | 1994            |
| Elgorriaga Bidasoa     | 1       | 1          | 1997                         | 1991            |
| MAI Moscú              | 1       |            | 1977                         |                 |
| CB Calpisa             | 1       |            | 1980                         |                 |
| TUSEM Essen            | 1       |            | 1989                         |                 |
| TBV Lemgo              | 1       |            | 1996                         |                 |
| HSV Hamburgo           | 1       |            | 2007                         |                 |

### Palmarés por países
| País                 | Campeones | Subcampeones | Finalistas |
| -------------------- | --------- | ------------ | ---------- |
| España               | 17        | 8            | 25         |
| Alemania             | 12        | 13           | 25         |
| Rusia                | 4         |              | 4          |
| Hungría              | 2         | 2            | 4          |
| Bielorrusia          | 2         | 0            | 2          |
| Francia              | 1         | 3            | 4          |
| Suecia               |           | 2            | 2          |
| Serbia               |           | 1            | 1          |
| Rumanía              |           | 1            | 1          |
| República Checa      |           | 1            | 1          |
| Bosnia y Herzegovina |           | 1            | 1          |
| Suiza                |           | 1            | 1          |
| Croacia              |           | 1            | 1          |